# Yoni

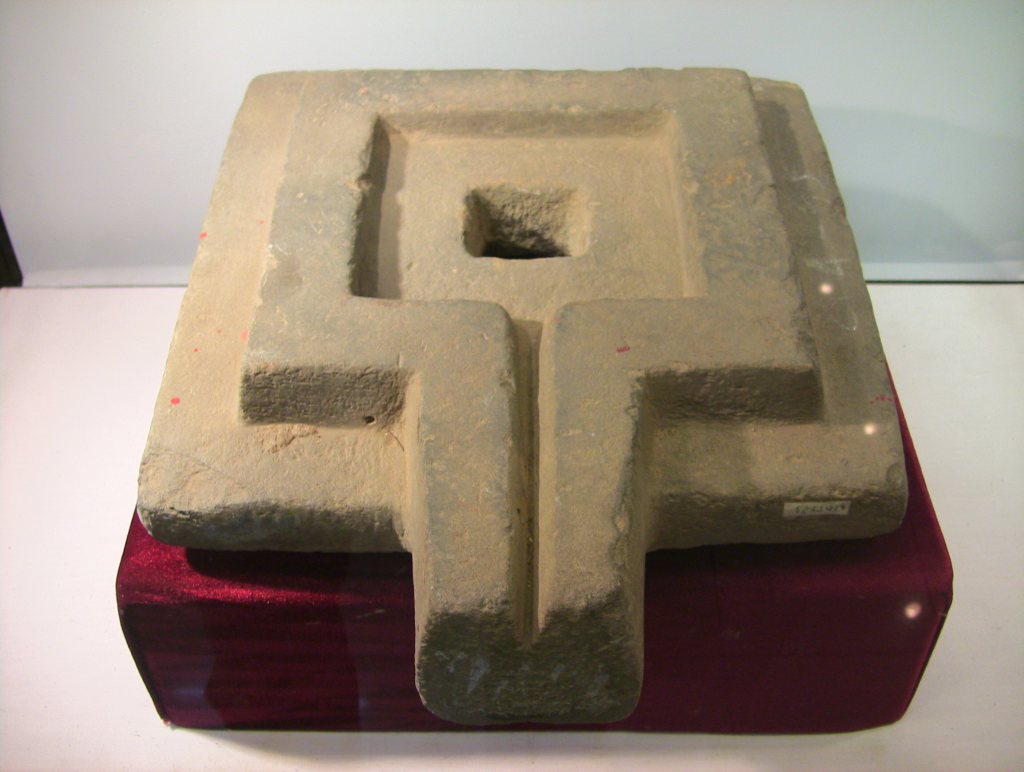
La pietra che simboleggia lo yoni, santuario di Cát Tiên, Lam Dong, Vietnam

Yoni è il termine sanscrito che indica i genitali femminili. Il termine indica una pluralità di significati, partendo dal significato fisico della natura femminile, sino ad indicare allegoricamente la nascita, il luogo del riposo, l'origine, la casa, la fertilità.

## Simbologia

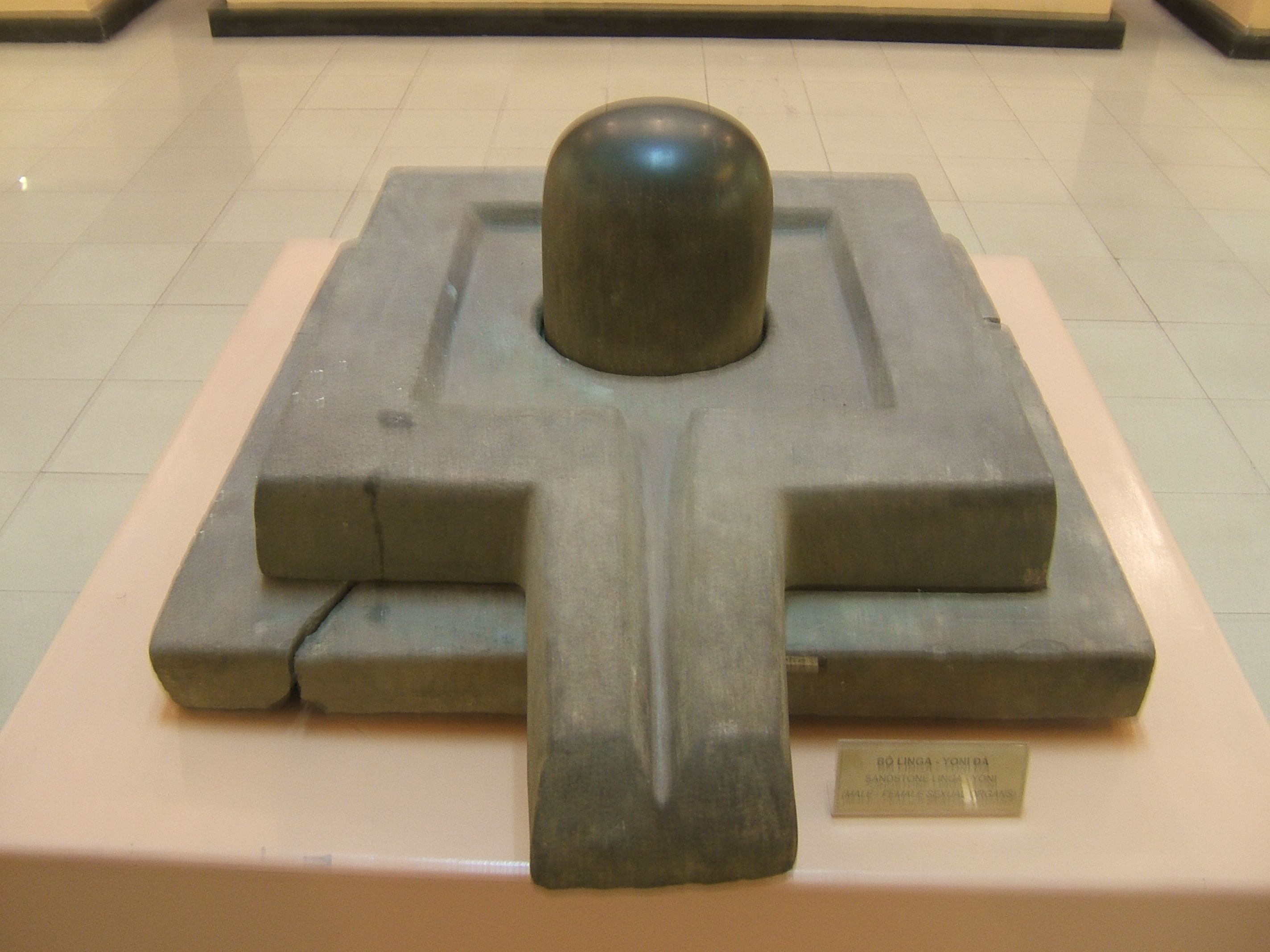
Simbolo del lingam e dello yoni compenetrati, santuario di Cát Tiên, Lam Dong, Vietnam

Nella filosofia indiana, lo Yoni rappresenta simbolicamente la parte femminile della divinità Shakti o Devī ed è rappresentato simbolicamente da una pietra di forme differenti ma che comunque presenta una fessura, richiamante proprio la natura femminile. In contrapposizione allo yoni vi è il lingam, rappresentazione della divinà maschile Shiva, della natura maschile e che rappresenta la forza creatrice della natura, che è generalmente rappresentato da una pietra cilindrica di forma indicativamente fallica.